# Batalla de Pozzolo
La batalla de Pozzolo también conocida como la batalla del río Mincio y Monzambano (25-26 de diciembre de 1800) se libró durante la Guerra de la Segunda Coalición. Un ejército francés bajo el mando del general Guillaume Brune cruzó el río Mincio y derrotó a una fuerza austriaca bajo el mando del general Heinrich von Bellegarde. Los austriacos fueron posteriormente empujados de regreso a Treviso, donde se firmó el Armisticio de Treviso. Esta tregua conduciría al Tratado de Lunéville y a la retirada de Austria de la guerra.

## Antecedentes
Bellegarde había concentrado 50 000 soldados en el río Mincio en previsión de cruzar para atacar a las fuerzas francesas en el otro lado. Sin embargo, pospuso su ataque tras la noticia de la derrota austriaca en la batalla de Hohenlinden en Alemania el 3 de diciembre de 1800. Aprovechando este retraso, el general Brune, que comandaba 70 000 hombres, lanzó su propio ataque. Tenía la intención de hacer un asalto señuelo sobre Pozzolo mientras su fuerza principal cruzaría en Mozambano. Otra fuente acreditó a los franceses con 66 000 soldados y 160 cañones y a los austriacos con 38 000 infantes, 12 000 caballería y 100 cañones.

## Fuerzas
El Ejército de Brune de Italia consistía en alas derecha, centro e izquierda, una Guardia Avanzada y una Reserva. Antoine Guillaume Delmas dirigió la Guardia de Avanzada, que contaba con 10 510 soldados, incluidos 1240 de caballería y 160 artilleros con 12 piezas de artillería. Pierre Dupont de l'Étang comandó el ala derecha, que contaba con 9760 infantes, 810 de caballería y 380 artilleros con 28 cañones. El ala derecha incluía dos divisiones bajo Jean-Charles Monnier y François Watrin. Louis Gabriel Suchet dirigió el Centro con 12 360 infantes, 1120 de caballería y sin cañones. El Centro tenía dos divisiones bajo Louis Henri Loison y Honoré Théodore Gazan. Bon Adrien Jeannot de Moncey dirigió el Ala Izquierda, que contaba con 13 020 infantes, ninguna caballería y 420 artilleros con 17 piezas de artillería. Las dos divisiones del Ala Izquierda estaban bajo Jean Boudet y Donatien-Marie-Joseph de Vimeur, vizconde de Rochambeau. Louis Nicolas Davout y Claude Ignace François Michaud comandaron la Reserva con 10 910 infantes, 4380 de caballería y 1100 artilleros con 103 cañones. Gaspard Amédée Gardanne dirigió una división y François Étienne de Kellermann dirigió la división de caballería pesada.

## Batalla

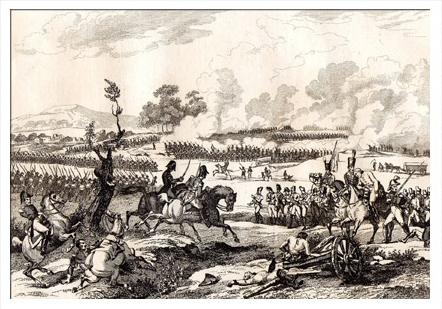
Grabado de 1836 que representa parte de la batalla

El cuerpo de Dupont cruzó el río cerca de Pozzolo el día de Navidad de 1800 bajo fuego de artillería pesada austriaca. Esta fuerza hizo una finta en Pozzolo mientras se construía un puente temporal en el cercano Molino della Bolta. Dupont movió dos divisiones y una batería de 25 piezas de artillería a través del nuevo puente y construyó defensas.
Tras el refuerzo de Suchet, los franceses derrotaron un contraataque austriaco al mediodía y tomaron con éxito el pueblo de Pozzolo. Un segundo ataque austriaco se lanzó a la 1:00 pm y estaba formado por tropas húngaras dirigidas por Konrad Valentin von Kaim. Retomaron el pueblo y obligaron a los franceses a regresar a su cabeza de puente. El fuego de artillería pesada francesa impidió un mayor progreso y un renovado asalto francés recapturó la aldea, tomando cinco cañones y 700-800 prisioneros.
Suchet luego construyó un segundo puente que permitió a toda una división francesa cruzar el río sin oposición. El pueblo de Pozzolo fue duramente disputado, cambiando de manos otras tres veces antes de que un asalto final francés lo asegurara justo antes del anochecer. Fue durante esta lucha que el general Kaim fue herido de muerte. Durante la noche, los austriacos aprovecharon una noche clara iluminada por la luna para atacar a los vivacs franceses.
Desde las 5:00 am del 26 de diciembre, las tropas francesas construyeron otro puente en Monzambano, bajo la cobertura de una densa niebla y el fuego de apoyo de 40 cañones. Luego lanzaron un asalto a las colinas de Monte Bianco, que estaban en manos de unos 35 000 austriacos. Los austriacos fueron devueltos a Salionze y una fuerza francesa bajo Delmas capturó Valeggio sul Mincio. Más tarde en el día, un contraataque austriaco retomó brevemente el pueblo antes de que Delmas finalmente lo asegurara. Los franceses reforzaron sus posiciones durante la tarde y derrotaron un contraataque austriaco en las colinas.
Las pérdidas austriacas en la batalla fueron de alrededor de 7000 hombres y 40 cañones. Una segunda fuente afirmó que los franceses sufrieron 4000 bajas, incluido el general de brigada André Calvin muerto. Los austriacos sufrieron pérdidas de 807 muertos, 4067 heridos, 3984 capturados y 313 desaparecidos, o un total de 9171. Las pérdidas de oficiales generales fueron Kaim muerto y Charles Alain Gabriel de Rohan herido. Los franceses capturaron 14 cañones de 3 libras, seis de 6 libras y tres de 12 libras, y seis obuses de 7 libras.

## Secuelas
Bellegarde retiró sus fuerzas durante la noche del 26 al 27 de diciembre y se retiró más allá del río Adigio. Brune siguió cautelosamente la retirada austriaca y se detuvo en el río para esperar la llegada de sus equipos de puente de pontones. Bellegarde retiró aún más sus tropas para intentar unirse con algunos refuerzos que permitieron a los franceses cruzar el río Adigio sin oposición.
Después de una serie de pequeños compromisos, los franceses llegaron a Treviso, donde se firmó un armisticio el 16 de enero de 1801. El cese de las hostilidades se hizo permanente con el Tratado de Lunéville el 9 de febrero de 1801, que puso fin a la participación austriaca en la guerra.